# عصوية رملية بللادية
عصوية رملية بللادية (الاسم العلمي: Arenibacter palladensis) هي نوع من البكتيريا، سلبية الغرام، تتبع جنس عصوية رملية.